# Akari Kurishima
Akari Kurishima (født 14. september 1994) er en japansk fodboldspiller. Hun er medlem af Japans kvindefodboldlandshold.

## Landsholdskarriere
Den 11. december 2019 fik hun debut på det japanske landshold, i en kamp mod Taiwan.